# Imperial Bedroom
| 전문가 평가       | 전문가 평가 |
| 평가 점수         | 평가 점수   |
| 출처              | 점수        |
| ----------------- | ----------- |
| Record Mirror     | [ 1 ]       |
| Rolling Stone     | [ 2 ]       |
| Smash Hits        | 9/10        |
| Sounds            | [ 4 ]       |
| The Village Voice | B+          |

《Imperial Bedroom》은 영국의 싱어송라이터 엘비스 코스텔로의 일곱 번째 스튜디오 음반으로, 어트랙션스의 키보디스트 스티브 나이브, 베이시스트 브루스 토머스, 드러머 피트 토머스와 함께 여섯 번째 음반이다. 1982년 7월 2일, 영국의 F-비트 레코드와 미국의 컬럼비아 레코드를 통해 발매되었다. 녹음은 1981년 말부터 1982년 초까지 런던의 AIR 스튜디오에서 진행되었으며, 주로 제프 에머릭이 프로듀싱을 맡았다. 스튜디오 실험에 중점을 둔 이 음반은 이 그룹이 하프시코드, 아코디언, 그리고 나이브가 편곡한 현을 포함한 특이한 악기들을 사용하는 것을 보았다. 코스텔로가 녹음을 조율하는 동안 노래들은 끊임없이 다시 쓰여졌고, 수많은 오버더빙을 더했다.
뉴 웨이브, 바로크 팝, 아트 록을 구현한 다양한 팝 스타일을 채택한 《Imperial Bedroom》은 비틀즈와 필 스펙터의 월 오브 사운드에 비해 여러 해설자들이 화려하고 무성한 연출을 담고 있다. 가사는 주로 사랑과 관계에 관한 것으로, 개인의 감정적 문제에 대한 통찰력을 가지고 있다. 일부 트랙은 코스텔로가 지난 5년 동안 반성하지 않았던 것을 반영했다. 스퀴즈의 크리스 디포드가 〈Boy With a Problem〉의 작사를 공동으로 맡았다. 바니 버블스가 그린 이 커버 아트는 파블로 피카소의 《세 명의 악사》의 파스티슈이다.
"Masterpiece?"라는 태그라인으로 홍보된 《Imperial Bedroom》은 영국에서 6위, 미국에서는 30위에 올랐다. 〈You Little Fool〉과 〈Man Out of Time〉은 영국 싱글 차트 50위권 진입에 실패했다. 이 곡은 음악 평론가들로부터 엄청난 찬사를 받았고, 코스텔로는 존 레논, 폴 매카트니, 콜 포터, 조지 거슈윈과 비교되었다. 평론가들은 작곡, 프로듀싱, 악기 제작에 찬사를 보냈지만, 일부는 그 복잡성에 대해 엇갈렸다. 그럼에도 불구하고, 그것은 몇몇 연말 리스트에 올랐다. 그것의 상업적인 공연은 1983년의 《Punch the Clock》으로 그를 새로운 방향으로 이끌었다.
코스텔로의 걸작이자 최고의 작품들 중 하나로 널리 여겨지는 회고적인 리뷰들은 어트랙션스의 작곡, 프로듀싱, 익살, 공연을 칭찬했다. 《Imperial Bedroom》은 1980년대 최고의 음반 목록에 여러 번 등장했으며, 코스텔로가 직접 쓴 보너스 트랙과 광범위한 라이너 노트로 여러 번 재발매되었다.

## 배경
1981년까지 엘비스 코스텔로는 4년 동안 6개의 스튜디오 음반을 발매했다. 그의 컨트리 커버 음반 《Almost Blue》 (1981년)의 발매에 이어, 이 아티스트는 특히 《Trust》 (1981년)와 《Taking Liberties》 (1980년)의 아웃테이크 컬렉션이 30위 안에 드는 미국에서 감소하는 인기에 직면하고 있었고, 《Armed Force》 (1979년)와 《Get Happy!!》 (1980년) 둘 다 2위에 올랐다. 작가 토니 클레이턴레아는 1979년 Armed Funk Tour가 끝날 때쯤 자신의 캐리커처로 변했고, 그가 음악적으로 《Get Happy!!》, 《Trust》, 《Almost Blue》를 넘나들도록 이끌었다고 주장한다. 그는 또한 그의 첫 세 음반의 화난 가사에서 벗어나 더 내성적인 영역으로 가기 시작했다. 이 프로젝트들의 상업적인 성과가 부진하자 그는 아티스트로서의 자신을 재평가하게 되었고, 그는 다음 음반을 위한 새로운 방향을 잡게 되었다.
코스텔로의 일곱 번째 스튜디오 프로젝트에 대한 초기 비전은 대부분의 스튜디오를 최소한의 오버더빙으로 라이브로 녹화하는 것이었다. 그와 그의 백 밴드 어트랙션스의 키보디스트 스티브 나이브, 베이시스트 브루스 토머스, 드러머 피트 토머스는 이 방법을 사용하여 데번주의 원격 대학에서 2주 동안 리허설을 했고, 8곡의 음반을 냈다. 결과가 《Trust》와 너무 비슷하다는 것을 알게 된 코스텔로는 무거운 스튜디오 실험을 사용하기로 결정했다.

## 곡 목록
모든 곡들은 특별한 언급이 없는 한 엘비스 코스텔로에 의해 작사/작곡하였다.
| #  | 제목                     | 재생 시간 |
| -- | ------------------------ | --------- |
| 1. | 〈Beyond Belief〉        | 2:34      |
| 2. | 〈Tears Before Bedtime〉 | 3:02      |
| 3. | 〈Shabby Doll〉          | 4:48      |
| 4. | 〈The Long Honeymoon〉   | 4:15      |
| 5. | 〈Man Out of Time〉      | 5:26      |
| 6. | 〈Almost Blue〉          | 2:50      |
| 7. | 〈...And in Every Home〉 | 3:23      |

| #  | 제목                   | 작사·작곡               | 재생 시간 |
| -- | ---------------------- | ----------------------- | --------- |
| 1. | 〈The Loved Ones〉     |                         | 2:48      |
| 2. | 〈Human Hands〉        |                         | 2:43      |
| 3. | 〈Kid About It〉       |                         | 2:45      |
| 4. | 〈Little Savage〉      |                         | 2:37      |
| 5. | 〈Boy With a Problem〉 | 코스텔로, 크리스 디포드 | 2:12      |
| 6. | 〈Pidgin English〉     |                         | 3:58      |
| 7. | 〈You Little Fool〉    |                         | 3:11      |
| 8. | 〈Town Cryer〉         |                         | 4:16      |